# Stjärnornas stjärna 2019
Stjärnornas stjärna 2019 var den andra säsongen av Stjärnornas stjärna och sändes på TV4 våren 2019. Programledare var Petra Mede och i expertpanelen satt Jan Gradvall och Kishti Tomita. Vinnare av säsongen blev Andreas Weise.

## Deltagare
- Andreas Weise (1:a)
- Mariette (2:a)
- Peter Larsson (3:a)
- Renaida (4:a)
- Jakob Samuel (5:a)
- Plura (6:a)
- Andreas Lundstedt (7:a)
- Shirley Clamp (8:a)

## Program

### Program 1: Hårdrock
Sändes på TV4 den 16 mars 2019. Gästexpert denna vecka var Joacim Cans från Hammerfall. Deltagarna nedan står angivna efter startordningen.
1. Shirley Clamp – Here I go again (Whitesnake)
2. Peter Larsson - Poison (Alice Cooper)
3. Renaida - Heaven's on Fire (Kiss)
4. Andreas Lundstedt  – Dude looks like a lady (Aerosmith)
5. Mariette - Bed of roses (Bon Jovi)
6. Jakob Samuel- Run to the Hills (Iron Maiden)
7. Plura - Ace of spades (Motörhead)
8. Andreas Weise - Surrender (Rainbow)

Ingen röstades ut i första programmet.

### Program 2: Dansband
Sändes den 23 mars. Gästexpert denna vecka var Kicki Danielsson.
1. Mariette - Världens bästa servitris (Lotta Engberg)
2. Renaida - Du är min man (Benny Anderssons orkester med Helen Sjöholm)
3. Plura - Fröken Fräken (Sven-Ingvars)
4. Peter Larsson - Kurragömma (Thorleifs)
5. Andreas Weise - Leende guldbruna ögon (Vikingarna)
6. Shirley Clamp – Jag ringer på fredag (Sven-Ingvars)
7. Jakob Samuel - Blue Hawaii (Vikingarna)
8. Andreas Lundstedt  – Inget stoppar oss nu (Black Jack)

Shirley Clamp fick sammanlagt minst röster från de två första programmen och blev därmed utröstad.

### Program 3: Hip-hop
Sändes den 30 mars. Gästexpert denna vecka var Adam Baptiste.
1. Peter Larsson - Hur e d möjligt - (JustD)
2. Renaida - Doo wop (Lauryn Hill)
3. Andreas Weise - Empire state mind (Jay-Z feat Alicia Keys)
4. Plura - Så klart - (Petter)
5. Andreas Lundstedt  – Work it (Missy Elliot)
6. Mariette - Missing you - (Puff Daddy)
7. Jakob Samuel - Alla vill till himmelen men ingen vill dö (Timbuktu)

Andreas Lundstedt fick minst röster i programmet och blev därmed utröstad.

### Program 4: Latin
Sändes den 6 april. Gästexpert denna vecka var Méndez.
1. Renaida - Suerte (Shakira)
2. Andreas Weise - You sang to me (Marc Anthony)
3. Plura - The girl from Ipanema - (Frank Sinatra)
4. Jakob Samuel - Sway (Michael Bublé)
5. Mariette - Ai Se Eu Te Pego - (Michel Teló)
6. Peter Larsson - Bailamos - (Enrique Iglesias)

Plura fick minst röster i programmet och blev därmed utröstad.

### Program 5: Opera
Sändes den 13 april. Gästexpert denna vecka var Rickard Söderberg.
1. Andreas Weise - O sole mio (Eduardo di Capua)
2. Mariette - Lascia ch'io pianga - (Georg Friedrich Händel)
3. Peter Larsson - Torna a Surriento - (Ernesto De Curtis)
4. Jakob Samuel - Toreador song (Georges Bizet)
5. Renaida - Summertime (George Gershwin)

Jakob Samuel fick minst röster i programmet och blev därmed utröstad.

### Program 6: Disco och Svenska visor
Sändes den 20 april. Gästexperter denna vecka var Kayo (disco) och Jack Vreeswijk (svenska visor).

#### Disco
1. Renaida - Celebration (Kool & The Gang)
2. Andreas Weise - Relight my fire (Dan Hartman)
3. Peter Larsson - You Are The First, My Last, My Everything - (Barry White)
4. Mariette - Jump (for my love) - (Pointer Sisters)

#### Svenska visor
1. Renaida - Du är allt - (Sonja Aldén)
2. Andreas Weise - Strövtåg i hembygden - (Mando Diao)
3. Peter Larsson - Jag väntar vid min mila - (Hootenanny Singers)
4. Mariette - Älska mej - (Ainbusk Singers)

Renaida fick minst röster i programmet och blev därmed utröstad.

### Program 7: 50-tals Rock och Musikal
Sändes den 27 april. Gästexperter denna vecka var Fredrik Lilja, Jon Kleppenes (50-tal), och Maria Lundqvist (Musikal).

#### 50-tals Rock
1. Mariette - Tutti Frutti - (Little Richard)
2. Peter Larsson - Blue Suede Shoes - (Carl Perkins)
3. Andreas Weise - Great Balls of Fire (Jerry Lee Lewis)

#### Musikal
1. Mariette - I got Life (ur Hair)
2. Peter Larsson - I mitt hjärtas land - (ur Chess)
3. Andreas Weise - Guldet blev till sand - (ur Kristina från Duvemåla)

Peter Larsson fick minst röster i programmet och blev därmed utröstad.

### Program 8: Final
Sändes den 4 maj. Gästexperter denna vecka var förra årets vinnare Casper Janebrink.

#### Experternas utmaning
1. Andreas Weise - Without you - (Avicii)
2. Mariette - Because you loved me (Céline Dion)

#### Tittarnas egna favoriter
1. Andreas Weise - Surrender (Rainbow)
2. Mariette - Lascia ch'io pianga - (Georg Friedrich Händel)

#### Artisternas egna favoriter
1. Andreas Weise - She - (Charles Aznavour)
2. Mariette - You ougtha Know (Alanis Morissette)

Andreas Weise fick 59 procent av rösterna och vann därmed hela tävlingen.